# 1518 Rovaniemi
1518 Rovaniemi (privremena oznaka 1938 UA), asteroid glavnog pojasa. Otkrio ga je Yrjö Väisälä, 15. listopada 1938. Ime je dobio po gradu Rovaniemiju

## Vanjske poveznice
- Minor Planet Center

… |  1517 Beograd  | 1518 Rovaniemi |  1519 Kajaani | …